# Metalinhomoeus pareffilatus
Metalinhomoeus pareffilatus is een rondwormensoort uit de familie van de Linhomoeidae. De wetenschappelijke naam van de soort is voor het eerst geldig gepubliceerd in 1956 door Wieser.